# Rustica
Rustica of bruutwerk is het gebruik van ruw blokwerk in de sokkel van de gevels van gebouwen, in de omlijsting van poorten of in cordons. Boucharderen is het bewerken van stenen voor rustica.

## Toelichting

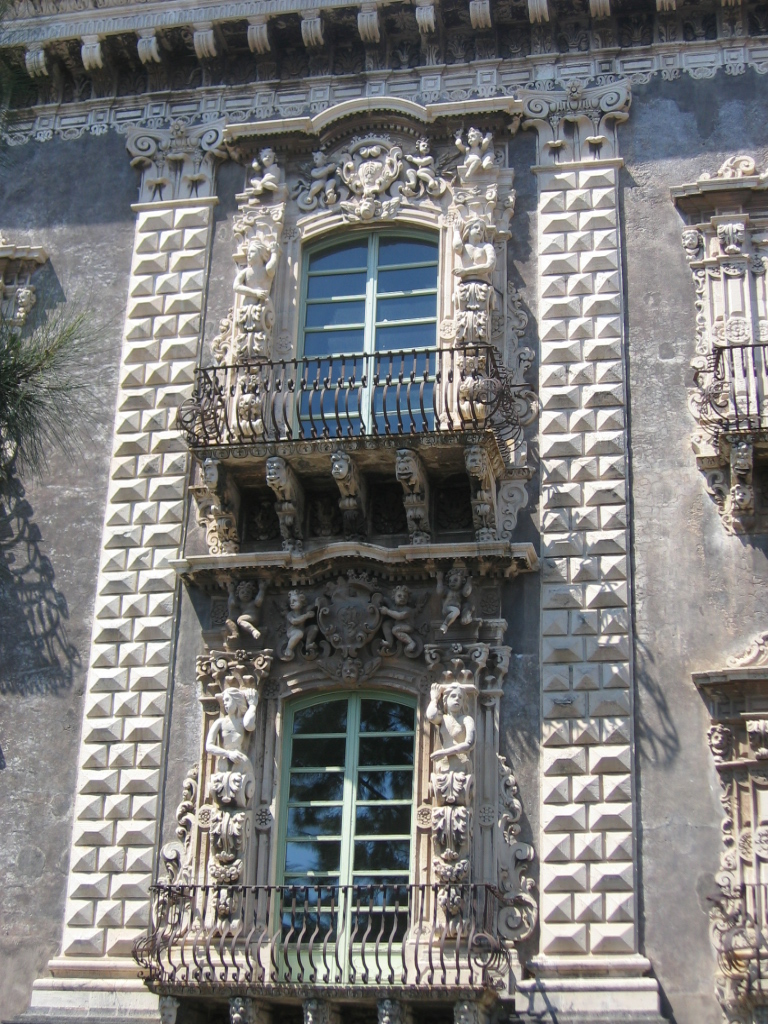
Siciliaanse barokstijl waarbij gerusticeerde pilasters geplaatst zijn tegen een gepleisterde achtergrond (gevel van de Universiteit van Catania)

Met name bij de Italiaanse palazzi uit de renaissance werden Opera Rustica vaak toegepast. Het brengt met diepe en brede groeven veel reliëf in de gevel en het geeft de gevel bovendien een robuuster karakter. Het doel van de toepassing van rustica is het vergroten van contrast met egale delen of het bewerkstelligen van een landelijke uitstraling. Toch komt er nog veel vakmanschap aan te pas om de blokken te kunnen hanteren in het eigenlijke metselwerk. Achter deze muren konden handelaars een winkelruimte huren, de verdieping erboven werd gereserveerd voor de financieel beter gestelden. Het werd in de renaissance geïntroduceerd door Donato Bramante, maar werd al lang daarvoor al gebruikt door de Romeinen, met name voor utiliteitsbouw zoals bruggen. Tegenwoordig wordt ook gebruikgemaakt van andere materialen om hetzelfde effect te verkrijgen. 